# Bruce Manning (Autor)
Bruce Manning (* 15. Juli 1902 in New York; † 3. August 1965 in Encino, San Fernando Valley, Kalifornien) war ein US-amerikanischer Journalist, Schriftsteller und Filmemacher.

## Leben
Manning arbeitete als Journalist hauptsächlich in New Orleans (Louisiana) für die Times-Picayune. Dort lernte er bald schon die Schriftstellerin Gwen Bristow kennen und 1929 heirateten die beiden in New Orleans.
Mit ihr zusammen schrieb Manning vier Kriminalromane und veröffentlichte sie unter ihrer beider Namen. Später ging Manning mit seiner Ehefrau nach Hollywood, wo er auch einige Drehbücher verfasste. 1943 inszenierte er mit The Amazing Mrs. Holliday seinen einzigen Film.
Später ließ sich Manning mit seiner Ehefrau in Encino, nördlich von Los Angeles, im San Fernando Valley nieder. Dort starb er drei Wochen nach seinem 63. Geburtstag am 3. August 1965 und fand dort auch seine letzte Ruhestätte.

## Werke
Drehbücher (Auswahl)
- 1936: Meet Nero Wolfe – Regie: Herbert J. Biberman
- 1937: 100 Mann und ein Mädchen (One Hundred Men and a Girl) – Regie: Henry Koster
- 1938: Mad About Music – Regie: Norman Taurog
- 1938: That Certain Age – Regie: Edward Ludwig
- 1938: Wirbelwind aus Paris (The Rage of Paris) – Regie: Henry Koster
- 1939: First Love – Regie: Henry Koster
- 1940: Spring Parade – Regie: Henry Koster
- 1941: Seitenstraße (Back Street)
- 1941: Sprechstunde für Liebe (Appointment for Love) – Regie: William A. Seiter
- 1945: Die Liebe unseres Lebens (This Love of Ours) – Regie: William Dieterle
- 1945: Seine Frau ist meine Frau (Guest Wife) – Regie: Sam Wood
- 1949: Kuß um Mitternacht (That Midnight Kiss) – Regie: Norman Taurog
- 1949: Noras schwache Stunde (Bride for Sale) – Regie: William D. Russell
- 1950: Die schwarze Lawine (The Secret Fury) – Regie: Mel Ferrer
- 1951: Die Ehrgeizige (Payment on Demand) – Regie: Curtis Bernhardt
- 1952: Mördersyndikat San Francisco (Hoodlum Empire) – Regie: Joseph Kane
- 1954: Kalifornische Sinfonie (nach dem gleichnamigen Roman von Gwen Bristow) – Regie: Joseph Kane

Kriminalromane
- The Invisible Host, 1930
- The Gutenberg Murders, 1931
- The Mardi Gras Murders, 1932
- Two and Two Make Twenty-two, 1932

## Verfilmungen
- 1934: The Nineth Guest – Regie: Roy William Neill
- 1935: Party Wire – Regie: Erle C. Kenton